# Distaplia florida
Distaplia florida är en sjöpungsart som beskrevs av Kott 1990. Distaplia florida ingår i släktet Distaplia och familjen Holozoidae. Inga underarter finns listade i Catalogue of Life.